# Branca de Espanha
Branca de Espanha (em espanhol: Blanca de Castilla Maria de la Concepción Teresa Francisca de Asis Margarita Juana Beatriz Carlota Luisa Fernanda Adelgunda Elvira Idelfonsa Regina Josefa Micaela Gabriela Rafaelade de Borbón; Graz, 7 de setembro de 1868 – Viareggio, 25 de outubro de 1949), foi a filha mais velha do Infante Carlos da Espanha, Duque de Madrid, o pretendente carlista do trono espanhol com o nome de Carlos VII e, a partir de 1868, o pretendente legitimista do trono francês com o nome de Carlos XI, e da sua esposa, a princesa Margarida de Parma. Branca pertencia à Casa de Bourbon e era uma Infanta de Espanha e uma princesa francesa por nascimento. Através do seu casamento com o Arquiduque Leopoldo Salvador da Áustria-Toscana, Branca era uma Arquiduquesa da Áustria e Princesa da Hungria, Boémia e Toscana.

## Casamento e descendência

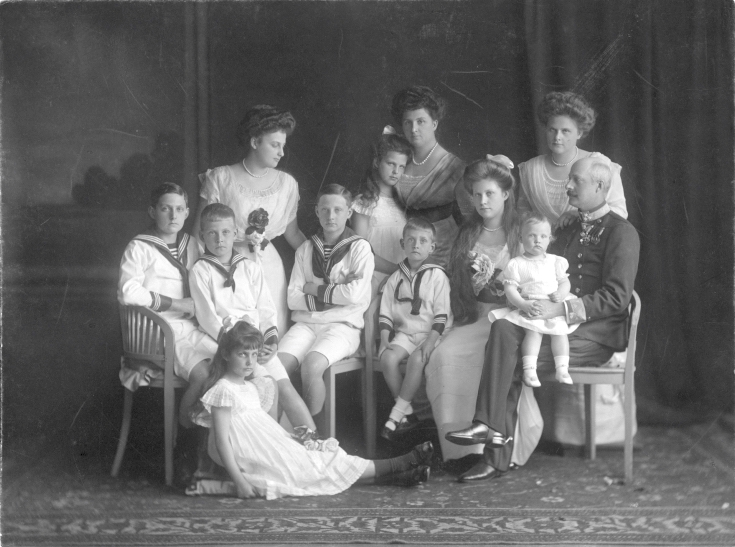
A família de Leopoldo e Branca.

Branca casou-se com o arquiduque Leopoldo Salvador da Áustria, segunda criança e filho mais velho do Arquiduque Carlos Salvador da Áustria e da sua esposa, a princesa Maria Imaculada de Bourbon e Duas Sicílias, no dia 24 de outubro de 1889 no Schloss Frohsdorf em Lanzenkirchen, na Baixa Áustria. Branca e Salvador tiveram dez filhos:
- Maria das Dores Beatriz da Áustria (5 de maio de 1891 – 10 de abril de 1974)
- Maria Imaculada da Áustria (9 de setembro de 1892 – 3 de setembro de 1971)
- Margarida da Áustria (8 de maio de 1894 – 21 de janeiro de 1986)
- Rainier da Áustria (21 de novembro de 1895 – 25 de maio de 1930)
- Leopoldo Maria Afonso da Áustria (30 de janeiro de 1897 – 14 de março de 1958)
- Maria Antónia da Áustria (13 de julho de 1899 – 22 de outubro de 1977)
- António da Áustria (20 de março de 1901 – 22 de outubro de 1987)
- Assunção Alice da Áustria (10 de agosto de 1902 – 24 de janeiro de 1993)
- Francisco José da Áustria (4 de fevereiro de 1905 – 9 de maio de 1975)
- Carlos Pio da Áustria (4 de dezembro de 1909 – 24 de dezembro de 1953)